# 小早川盛景
小早川盛景（生年不詳－卒年不詳）是室町時代武將。竹原小早川氏第10代當主。父親是小早川弘景。

## 生平
竹原小早川氏由父親弘景一代開始與大內氏加強關係，於是受其當主大內盛見下賜偏諱而改名為盛景。
應永34年（1427年），受弘景讓予安藝國都宇、竹原莊、梨子羽鄉南方、備前國裳懸莊、美作國打穴莊等所領，繼承竹原小早川氏的家督。寶德2年 （1450年），被室町幕府命令而支援討伐伊予國守護河野教通、河野通春。
在這段時期，本家沼田小早川家出現家督抗爭，室町幕府第6代將軍足利義教調停，嘉吉元年（1441年），義教下達決定讓盛景繼承沼田小早川家的家督。不過這個決定不能令沼田小早川家承服，亦因如此，兩小早川氏反目，並不斷持續對立，在應仁元年（1467年）的應仁之亂中亦激烈敵對。兩家的融和要直到盛景的孫兒弘平一代就達成。